# EWTN News Nightly
EWTN News Nightly ist eine wochentags ausgestrahlte Nachrichtensendung auf dem US-amerikanischen römisch-katholisch ausgerichteten religiösen Sender EWTN.

## Geschichte
Die Sendung wurde im September 2013 eingerichtet und die erste Moderatorin war Colleen Campbell. Die Sendung war damals mit 20 Mitarbeitern ausgestattet worden und gearbeitet wurde in einem Büro in Washington D.C. Die Sendung wurde wochentags um 17 Uhr CT und 20 Uhr CT ausgestrahlt. Die Sendung firmierte zu diesem Zeitpunkt unter dem Namen EWTN News Nightly with Colleen Carroll Campbell. Eine der ersten Sendungen war die Reportage über die Wahl von Papst Franziskus. Campbell verließ die Sendung 2014 in den Mutterschutz. Ihr, zunächst nur als kurzzeitiger Ersatz gedachte, dann jedoch dauerhafte Nachfolger war Brian Patrick. Dies blieb er bis mindestens 2016. Im Jahr 2015 wurde die ehemalige Fox News Mitarbeiterin Lauren Ashburn als Korrespondentin im Weißen Haus engagiert. Spätestens Anfang 2017 wurde sie Patricks Nachfolgerin. Die Sendung firmierte dann unter ETWN News Nightly with Lauren Ashburn. Sie verließ die Sendung im Juli 2019 um mehr Zeit mit ihrer Familie zu verbringen. Kurzfristig, bis ein dauerhafter Ersatz gefunden worden ist, wurde Wyatt Golsby ihr Nachfolger. Im Jahr 2020 wurde ihre dauerhafte Nachfolgerin Tracy Sabol. Sie ist Stand Juli 2023 weiterhin Moderatorin.
Als Korrespondenten treten mit Stand Juli 2023 Owen Jensen als Korrespondent im Weißen Haus, Erik Rosales als Korrespondent auf dem Kapitol und Colm Flynn als Korrespondent im Vatikan regelmäßig auf.

## Inhalt
Die Nachrichtensendung hat den Anspruch Nachrichten der Welt, vor allem aber der Vereinigten Staaten in einer katholischen Sichtweise zu präsentieren.
Zu den Interviewpartnern der Sendung gehören unter anderem katholische Universitäten in den USA, katholische Bischöfe, katholische Kongregationen, wie den Little Sisters of the Poor nach deren Supreme Court Urteil und andere katholische Organisationen, wie das National Catholic Bioethic Center.
Dabei ist die Bandbreite von Nachrichten nicht auf die Darstellung weltlicher Nachrichten in katholischer Sichtweise beschränkt. Die Sendung präsentiert auch genuine Kirchennachrichten, wie die Berichterstattung über die Heiligsprechung von Mutter Teresa. Ein Fokus einiger Sendungen liegt dabei auf der Darstellung von Ungleichbehandlungen zwischen säkularen Institutionen und vergleichbaren katholischen oder religiösen Institutionen.
Im August 2020 führte Tracy Sabol als Moderatorin im Weißen Haus ein Interview mit Donald Trump durch, auch an den damaligen demokratischen Herausforderer Biden sei eine Anfrage gesendet worden.